# Тамаш Хайналь
Тамаш Хайналь (угор. Tamás Hajnal, нар. 15 березня 1981, Естергом) — угорський футболіст, що грав на позиції півзахисника.
Виступав, зокрема, за клуби «Боруссія» (Дортмунд) та «Ференцварош», а також національну збірну Угорщини.
Чемпіон Угорщини. Володар Суперкубка Угорщини.

## Клубна кар'єра
Народився 15 березня 1981 року в місті Естергом. Вихованець футбольних шкіл клубів «Золтек» та «Ференцварош». Дорослу футбольну кар'єру розпочав 1997 року в основній команді останнього, в якій провів один сезон, взявши участь у двох матчах чемпіонату. 
Згодом з 1998 по 2008 рік грав у складі команд «Вац», Шальке 04 II, Шальке 04, «Сент-Трюйден», «Кайзерслаутерн» та «Карлсруе» СК.
Своєю грою за останню команду привернув увагу представників тренерського штабу клубу «Боруссія» (Дортмунд), до складу якого приєднався 2008 року. Відіграв за дортмундський клуб наступні три сезони своєї ігрової кар'єри.
Протягом 2011—2014 років захищав кольори клубів «Штутгарт» та «Інгольштадт» 04.
2014 року повернувся до клубу «Ференцварош», за який відіграв 4 сезони. Завершив професійну кар'єру футболіста виступами за команду «Ференцварош» у 2018 році.

## Виступи за збірну
2004 року дебютував в офіційних матчах у складі національної збірної Угорщини.
Загалом протягом кар'єри в національній команді, яка тривала 10 років, провів у її формі 59 матчів, забивши 7 голів.

## Титули і досягнення

### Командні

#### «Ференцварош»
- Чемпіон Угорщини: 2015/16
- Володар Кубка Угорщини: 2014/15, 2015/16, 2016/17
- Перший дивізіон Угорщини: срібний призер: 2015, 2018
- Перший дивізіон Угорщини: бронзова медаль: 1997
- Володар Кубка угорської ліги: 2015
- Володар Суперкубка Угорщини: 2015, 2016

#### «Борусія» Дортмунд
- Володар Суперкубка Німеччини: 2008

#### «Штутгарт»
- Срібний призер Кубка Німеччини: 2013
- 1/8 фіналу Ліги Європи: 2012-2013

### Особисті досягнення
- Гравець року в Угорщині: 2007, 2008